# William Hays (général)
Pour les articles homonymes, voir William Hays.
William Hays, né le 9 mai 1819 à Richmond et mort le 7 février 1875 à Boston, est un officier de carrière dans l'armée des États-Unis, qui sert en tant que général de l'armée de l'Union pendant la guerre de Sécession.

## Biographie
Hays est né à Richmond, en Virginie, mais il est élevé à Nashville dans le Tennessee.
Il entre à  l'académie militaire de West Point, où il obtient son diplôme en 1840. Il a comme camarades de promotion William Tecumseh Sherman, George Henry Thomas et Richard Stoddert Ewell. Il est promu lieutenant en 1847 et sert dans différents postes dans les États du nord-est.

### Guerres américano-mexicaine et guerre séminole
Il participe à la guerre américano-mexicaine au sein de l'artillerie légère, aux côtés d'Henry Jackson Hunt. Le 8 septembre 1847, il est blessé à la bataille de Molino del Rey. Aux batailles de Contreras et Churubusco, il est capitaine et commandant à celle de Chapultepec. 
Il participe aux guerres séminoles en Floride. De 1856 à 1860, il sert à la frontière au sein des 3e et 5e régiments d'artillerie.

### Guerre de Sécession
Pendant la guerre de Sécession, il combat dans l'armée de l'Union. Au début des hostilités, il est lieutenant colonel et commande une brigade d'artillerie à cheval dans l'armée du Potomac. Il se distingue à la bataille de Seven Pines pendant la campagne de la Péninsule. 
Il participe à la bataille d'Antietam, où il commande l'artillerie de réserve du Ve corps. Il place ses batteries sur les hauteurs à l'est d'Antietam Creek, ce qui lui permet de tirer à longue portée sur les positions d'infanterie confédérées. 
À la bataille de Fredericksburg, il commande l'artillerie de l'aile droite. Wiliam Hays est nommé général de brigade en novembre 1862 et prend le commandement d'une brigade d'infanterie du IIe corps sous les ordres du major général William Henry French. 
Le 3 mai 1863, à Chancellorsville, il est blessé et fait prisonnier avec tout son état-major.
William Hays est échangé le 15 mai et affecté à Fort Monroe en Virginie. Il rejoint l'armée du Potomac et l'accompagne à Gettysburg, mais il ne commande aucune unité. 
Le 3 juillet 1863, lors de la charge de Pickett, le général Winfield Scott Hancock est gravement blessé mais refuse de quitter le champ de bataille tant que la charge de l'infanterie confédérée n'est pas repoussée,,
Quand il devient clair que les confédérés sont vaincus, le général Hancock transmet son commandement au général John Curtis Caldwell . Plus tard dans la soirée, William Hays, bien que seulement général de brigade, prend, provisoirement, le commandement du IIe corps. Il le garde tout au long de l'été jusqu'à ce que le général Gouverneur Kemble Warren ne le relève à la mi-septembre. En novembre, William Hays est nommé chef de la police militaire du district sud de New York.
En février 1865, William Hays rejoint l'armée du Potomac à Petersburg et sert à nouveau dans le IIe corps, où il commande la 2e division. Le 6 avril 1865, il est relevé de son commandement pour avoir du retard dans la poursuite des forces confédérées en retraites. Il est relevé par le général Francis Channing Barlow. À partir de cette date, William Hays commande la réserve d'artillerie de l'armée du Potomac jusqu'à la fin de la guerre.

### Après la guerre
William Hays commande le  Fort Independence dans le port de Boston d'avril 1873 jusqu'à sa mort. 
Il est enterré à Yonkers, mais son corps est transféré au cimetière de West Point en 1894.